# ویرجینیای شیرین
ویرجینیای شیرین (به انگلیسی: Sweet Virginia) یا ویرجینیای عزیز فیلمی محصول سال ۲۰۱۷ و به کارگردانی جامی ام. داگ است. در این فیلم بازیگرانی همچون جان برنثال، کریستوفر ابوت، ایموجن پوتس، رزمری دویت، اودسا یانگ، جارد آبراهامسون، جاناتان توکر، گابریل راس و گری چاک ایفای نقش کرده‌اند.